# تاريخ تونس القديم
تاريخ تونس القديم     يرمز إلى الفترة القائمة بين 1250ق.م، تاريخ تأسيس قرطاج وسنة 698 تاريخ الفتح الإسلامي. و كذلك الدولة الأموية و العثمانية

## الفترة الماسيلية النوميدية
؟ - 46 ق.م.
الليبيون أو اللوبيون هم سكان تونس منذ القدم على غرار باقي بلدان شمال أفريقيا، وهم امتداد للحضارة القبصية، وهؤلاء اللوبيون هم أسلاف الشعوب الأمازيغية التي يتعبر التونسيون أحد تلك الشعوب، وعندما وصل البحارة الفينيقيون إلى سواحل تونس كان السكان اللوبيون قد انتظموا في حياة اجتماعية بأعرافها ونظمها وارتفت الحياة الاجتماعية والاقتصادية والسياسية وظهرت أول مملكة في التاريخ على التراب التونسي وهي المملكة الماسيلية (Le Royaume Massyle)
نفتقر إلى معلومات بسبب ضياع المصادر الأدبية القديمة بعد حرق مكتبة قرطاج خلال احتلال روما لها 146 ق.م. ولكن بعض الإشارات في هيرودوت وغيره من القدامى تشير إلى وجود مملكة ماسيلية من ملوكها يارباس (Hiarbas)الذي منح امتياز قاعدة تجارية (مدينة قرطاج) للسيدة إليسا الهاربة من بلدها على ما تذكر الأسطورة وجاء ذكر ملك آخر هو ايلماس Aylemas وهذان الملكان من المرجح أنهما ضمن سلسلة ملوك الماسيل (Massyles) الذين ينحدر منهم ماسينيسا.
كانت مدينة توقة (Thugga) دوقة الحالية إحدى عواصم المملكة الماسيلية.
تحولت القاعدة التجارية قرت حدشت (القرية الحديثة باللغة البونية) إلى مدينة عظيمة وصار لها إقليم يضم شمال شرق تونس الحالية وسوف تستمر قرطاج ومملكة الماسيل متعاصرتان على الأرض التونسية حتى سقطت الأولى في ايدي الرومان واستمرت الثانية قرنا كاملا بعدا لتسقط هي الأخرى وتنشأ من إقليم قرطاج وافيلم الماسيل مقاطعة أفريقيا البروقنصلية.

### الفترة القرطاجية
(814 ق.م. - 146ق.م.)
أقام السكان الموجودون بالبلاد التونسية علاقات تجارية مع الفينيقيين  منذ القرن 11 ق.م. حيث قام هؤلاء بإنشاء مرافئ لتبادل البضائع تعتمد في أغلب الأحيان على المقايضة. وتعتبر أوتيكا من أوائل هذه الموانئ وكان تأسيس قرطاج كقاعدة عسكرية لحماية الموانئ التجارية على الساحل الغربي للبحر الأبيض المتوسط. وعلى إثر الإضرابات التي نشبت في فينيقيا قامت مجموعة من التجّار بالفرار إلى ----قرطاج والاستقرار فيها ولكن الروايات التاريخية عن تأسيس المدينة أقرب إلى الأسطورة من الحقيقة أحيانا.
بمرور الزمن ضعفت الإمبراطورية التجارية الفينيقية وورثت قرطاج أمجادها ومستعمراتها وقامت بتوسيع رقعتها لتشمل جزءا كبيرا من سواحل البحر الأبيض المتوسط، ونظرا لموقعها الإستراتيجي والمُطل على حوضي المتوسط، استطاعت بسط نفوذها والسيطرة على حركة التجارة بشكل لم يكون لينال رضاء القوة العظمى آن ذلك. حيث شكل التوسع القرطاجي خطرا على مصالح ونفوذ الإغريقيين مما أدى إلى اشتباكات عسكرية بين الدولتين.

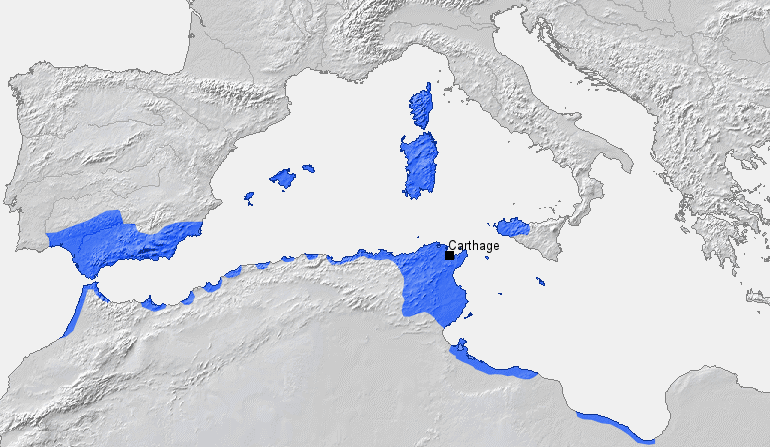
الامبراطورية القرطاجية في 264 ق.م

وفي سنة 753 ق.م. برز كيان جديد في شبه الجزيرة الإيطالية تحت اسم روما ودخلت روما حلبة الصراع منافسة قرطاج، الشيء الذي أدى إلى نشوب سلسلة من الحروب (سنة 264 ق.م) اشتهرت باسم الحروب البونية ولعل أشهرها حملة حنبعل(الحرب البونية الثانية) الذي قام بعبور سلستي البيريني والألب بفيلته (218 ق.م. – 202 ق.م.). انتهت هذه الحروب البونية بهزيمة القرطاجيين واضعافهم بشكل كبير خاصة بعد حرب زاما المفصلية مما مهد الطريق لحرب ثالثة وحاسمة انتهت بزوال قرطاج وخراب المدينة وقيام الرومانيون بإنشاء «أفريقية» أول مقاطعة رومانية بشمال إفريقيا وذلك سنة 146 ق.م.

### الفترة الرومانية
(146 ق.م – 431 م)
سنة 44 ق.م قرر الإمبراطور الروماني جول سيزار إعادة بناء مدينة قرطاج بعد أن كانت أوتيكا العاصمة ولكن أعمال البناء لم تبدأ رسميا إلا مع خلفه أوغيست وبذلك بدأت فترة ازدهار في المنطقة حيث أصبحت أفريقية مخزن حبوب روما.
ازدهرت مدن رومانية أخرى بالتزامن مع أرض قرطاج ومازلت الآثار شاهدة على بعض منها مثل دقة بولاية باجة والجم بولاية المهدية.
أدى نمو قرطاج السريع إلى تبوئها مكانة ثاني مدينة في الغرب بعد روما إذ ناهز عدد سكانها 100000 نسمة. وبدأ انتشار المسيحية في تلك الفترة والذي لاقى في البداية معارضة كبيرة من السكان ولم يحسم الأمر للدين الجديد إلا مع القرن الخامس وأصبحت قرطاج إحدى العواصم الروحية الهامة للغرب آنذاك.

### الفترة الوندالية
(431 – 533)
عبر الوندال مضيق جبل طارق    في 429 م وسيطروا سريعا على مدينة قرطاج حيث اتخذوها عاصمة لهم. وكانوا أتباع الفرقة الأريانية والتي اعتبرتها الكنيسة الكاثوليكية آنذاك فرقة من الهراطقة (هم الزنادقة في الإسلام) كما اعتبرهم السكان برابرة وأدى ذلك إلى حملة قمع سياسي وديني واسعة ضد المعارضين.
بدأت مناوشات بين الوندال والممالك البربرية المتاخمة للدولة وكانت انهزام الوندال سنة 530 م الحدث الذي شجع بيزنطة على القدوم لطرد الوندال.

### الفترة البيزنطية
سيطر البيزنطييون بسهولة على قرطاج سنة 533م ثم انتصر الجيش البيزنطي والذي كان أغلبه مكونا من المرتزقة على الخيل الوندالية والتي كانت أقوى تشكيل في جيش الوندال. واستسلم آخر ملك وندالي سنة 534م.
هجر أغلب الشعب الوندالي قسرا إلى الشرق أين أصبحوا عبيدا بينما جند الباقون في الجيش أو كعمال في مزارع القمح.
سرعان ما عاد الحكام الجدد إلى سياسة القمع والاضطهاد الديني كما أثقلوا كاهل الناس بالضرائب مما حدى بهم إلى الحنين إلى سيطرة الوندال على مساوئهم.